# Списък с ЛГБТ теми
Този списък позволява на всички, които се интересуват от областта, по-лесно да открият и се ориентират в наличните теми и да следят техните евентуални промени (чрез линка Сродни промени).

## Сексуална ориентацияиидентичност на пола
Сексуалност и сексуална ориентация
- Андрофилия
- Бисексуалност
- Гей
- Еднополов секс
- Ефебофилия
- ЛГБТ
- Лесбийка
- Педерастия
- Ситуационен хомосексуализъм
- Хомоеротизъм (тоест хомосексуално желание, влечение)
- Хомосексуалност

Пол и Полова идентичност
- Транссексуалност
- Интерсексуалност

Сексуално здраве
- Полово предавани болести

## ЛГБТ науки
- Куиър науки
- ЛГБТ история
- ЛГБТ лингвистика
- Науки за пола (или още джендер науки)

## ЛГБТ култура и субкултура
- Гей гето
- ЛГБТ общност
- ЛГБТ движение за равноправие
- Гей гордост
- Гей поезия
- ЛГБТ жаргон
- ЛГБТ и мултикултурализъм
- Сафическа поезия (виж Сафо)
- Сексуални малцинства (виж малцинство)

## Общество и закони
- Граждански съюз
- Дискриминация
- Еднополов брак
- Сексизъм
- Съвместно съжителство
- Хетеронормативност
- Хетеросексизъм
- Хомофобия